# Eastwick
Eastwick (no Brasil, Eastwick: A Cidade da Magia) é uma comédia dramática de televisão norte-americana, desenvolvida por Maggie Friedman, sendo uma adaptação do romance de John Updike, As Bruxas de Eastwick. Foi estrelada por Paul Gross, ao lado de Jaime Ray Newman, Lindsay Price e Rebecca Romijn.

## Sinopse
A trama conta a vida de três estranhas, Roxanne, Joanna e Kat, que se encontram em uma fonte e logo se tornam amigas. Um homem misterioso chamado Darryl Van Horne muda-se para Eastwick e, passando por desconhecido, faz amizade com as mulheres e desencadeia seus poderes sobrenaturais.

## Transmissão
Nos Estados Unidos, a série foi ao ar pela ABC, sendo produzida por Curly Girly, em associação com a Warner Bros. Estreou no dia 23 de setembro de 2009.
Em 9 de novembro de 2009, a ABC se recusou a ordenar quaisquer episódios adicionais de Eastwick, o que levou ao cancelamento da série. Os episódios restantes foram no ar a partir de 25 de novembro de 2009.

## Recepção da crítica
Em sua 1ª temporada, Eastwick teve recepção mista por parte da crítica especializada. Com base de 21 avaliações profissionais, alcançou uma pontuação de 50% no Metacritic. Por votos dos usuários do site, atinge uma nota de 8.6, usada para avaliar a recepção do público.